# Intouchables (film)
Pour les articles homonymes, voir Intouchable et L'Intouchable.
Pour plus de détails, voir Fiche technique et Distribution.
Intouchables est une comédie dramatique française réalisée par Olivier Nakache et Éric Toledano, sortie en 2011.
L'histoire est inspirée de la vie de Philippe Pozzo di Borgo (auteur du livre Le Second Souffle en 2001), tétraplégique depuis 1993, et de sa relation avec Abdel Yasmin Sellou, son aide à domicile, dont les rôles sont tenus respectivement par les acteurs François Cluzet et Omar Sy.
Le film raconte la relation entre deux hommes issus de milieux différents : Driss, homme d'origine sénégalaise vivant en banlieue parisienne, qui vient de purger une peine de six mois de prison pour braquage de bijouterie, et Philippe, riche tétraplégique, qui a engagé le premier venu comme auxiliaire de vie bien qu'il n'ait aucune formation particulière.
Le générique de fin indique que 5 % des bénéfices réalisés par le film sont reversés à une association pour les personnes paralysées, Simon de Cyrène, fondée par Laurent de Cherisey.

## Synopsis
Le film commence la nuit, au centre de Paris. Driss au volant conduit la Maserati Quattroporte V de Philippe à toute vitesse, en slalomant parmi les voitures. Ils sont bientôt poursuivis par la police et rattrapés sur une sortie de l'A86. Pour justifier ses excès de vitesse, Driss indique aux policiers que Philippe, handicapé et malade, doit être conduit aux urgences ; Philippe trompe les policiers en simulant un malaise, et ceux-ci, pris de panique, les escortent jusqu'à l’hôpital. Les deux hommes jubilent. À peine les policiers ont-ils tourné le dos que Driss et Philippe reprennent leur route. La rencontre des deux hommes est ensuite racontée sous la forme d'un flashback, qui occupe l'essentiel du film.
Philippe, riche tétraplégique, fait passer un entretien d'embauche pour recruter un auxiliaire de vie. Driss, qui figure parmi les candidats mais ne se fait aucune illusion sur ses chances de décrocher le poste, réclame simplement une signature pour attester de sa recherche d'emploi auprès de l'Assedic afin de toucher des indemnités chômage. Désinvolte, il drague effrontément Magalie, la secrétaire de Philippe, fait des blagues à ce dernier concernant ses goûts musicaux et dérobe un œuf de Fabergé de sa collection. Il est invité à revenir le lendemain matin pour chercher son attestation. Driss, de retour dans sa banlieue, évolue au milieu d’un appartement surpeuplé d’enfants, écoutant du rap comme le jeune rappeur Malsix. Sa tante est excédée puisqu'il n’a pas donné signe de vie durant six mois ; pour l'amadouer, il lui donne l'œuf, mais cette dernière, qui ne connait pas la valeur de l'objet (elle le prend pour un œuf Kinder), le chasse.
Le lendemain, Driss revient à l'hôtel particulier de Philippe pour chercher sa signature et apprend, à sa grande surprise, qu'il est pris à l'essai. Après avoir découvert l'ampleur du handicap de Philippe, il prend connaissance de son appartement de fonction, qui lui offre un confort sans comparaison avec celui de son HLM. Malgré la gêne que lui inspirent les soins qu'il doit prodiguer à Philippe, Driss s'acclimate peu à peu. Il accompagne Philippe dans tous les instants de sa vie quotidienne et découvre avec étonnement son mode de vie et avec perplexité ses habitudes de collectionneur d'art moderne. Un parent de Philippe met en garde ce dernier sur les antécédents judiciaires de son employé, qui a fait six mois de prison. Cependant, Philippe ne se laisse pas impressionner, amusé par l'effronterie et la bonne humeur permanente de Driss.
Au fil du temps, Driss et Philippe deviennent plus proches. Le comportement de Driss est tout d'abord fantaisiste et déplaît au personnel de l'hôtel particulier, mais l'aide-soignant improvisé prend progressivement au sérieux ses tâches. Il s'occupe consciencieusement de son patron, qui subit des crises régulières de douleurs psychosomatiques. Philippe se dévoile peu à peu à Driss et lui raconte qu'il est devenu handicapé à la suite d'un accident de parapente et qu'il a également perdu son épouse, Alice, victime d'une terrible maladie.
Progressivement, Philippe est incité par Driss à mettre un peu d'ordre dans sa vie privée, en recadrant notamment sa fille adoptive Elisa qui se conduit comme une enfant gâtée avec le personnel. De son côté, si Driss est initialement surpris par les goûts de Philippe en matière d'art moderne et d'opéra, il fait ensuite preuve d'ouverture culturelle et se met lui-même à improviser un tableau abstrait.
Driss découvre que Philippe entretient une relation, purement épistolaire, avec une femme nommée Éléonore, résidant à Dunkerque, qu'il n'a jamais vue et à qui il envoie des poèmes. Il l'incite à la rencontrer mais Philippe, qui craint de confronter sa correspondante à son handicap, tient à conserver une relation intellectuelle. Driss finit par imposer à Philippe d'appeler Éléonore au téléphone, et un envoi de photos est convenu. Driss sélectionne une photo qui, bien qu'avantageuse, révèle le handicap de Philippe, mais ce dernier hésite au dernier moment et demande à sa gouvernante, Yvonne, d'envoyer une photo datant d'avant son accident. Un rendez-vous est pris, et Philippe se rend avec Yvonne, mais Éléonore est en retard, et Philippe craint de se confronter à elle et finit par quitter le café où il devait la rencontrer. Philippe demande ensuite à Driss de venir le chercher pour prendre l’air, mais la promenade se révèle être une balade à bord de son jet privé. Là, il lui remet une enveloppe de 11 000 euros, qu’il a réussi à tirer du tableau de Driss en la faisant passer pour l’œuvre d’un peintre inconnu. Les deux hommes s’amusent de ce bon coup. Ils arrivent en montagne et font du parapente accompagnés de moniteurs. Driss, ayant d'abord peur, finit par apprécier les sensations fortes tandis que Philippe profite du grand air montagnard.
Lors de l'anniversaire de Philippe, un concert privé de musique classique est donné dans son salon. Au début, fort réticent, Driss est incité par Philippe à écouter plus attentivement la musique et à s'ouvrir à cette forme d'art. Driss reconnaît en ces morceaux de musique classique des musiques de publicités, d'accueil du standard téléphonique des Assedic ou encore une musique utilisée dans Tom et Jerry. De son côté, Driss fait ensuite diffuser la musique qu'il apprécie comme Boogie Wonderland d'Earth, Wind and Fire et se met à danser devant l'assistance, entraînant d'autres invités avec lui. Driss se permet également de houspiller Bastien, le petit ami d’Élisa, qui l'avait brutalement laissée tomber. Après avoir effrayé le jeune homme, il lui enjoint de ramener des croissants à Élisa tous les matins.
Adama, le petit frère de Driss (qui est en fait son cousin), qui a des ennuis avec un gang de sa cité, vient se réfugier dans l'hôtel particulier. Driss parle à Philippe de sa famille et lui dévoile ses blessures secrètes : il a en réalité été adopté par sa tante qui ne pouvait avoir d'enfant dans un premier temps et son vrai nom est Bakahri . Philippe finit par conseiller à Driss de retourner s'occuper de sa famille. Driss revient dans sa banlieue, rejoint ses amis de la cité et parvient à sortir son petit frère du gang qui l’avait embrigadé. Du fait de sa nouvelle ouverture culturelle, il réussit sans problème un entretien d'embauche dans une société de transports.
Philippe recherche un nouvel auxiliaire de vie, mais aucun de ses employés successifs ne le satisfaisant, Yvonne finit par rappeler Driss. Ce dernier, à peine revenu, embarque Philippe dans la virée en voiture qui avait constitué le début du film. Après avoir pris congé des policiers, Driss conduit Philippe, à sa grande surprise, directement à Cabourg, où l'attend un rendez-vous dans un restaurant. Driss pose devant Philippe l'Œuf de Fabergé qu'il avait dérobé. Éléonore rejoint alors Philippe, qui est surpris mais ravi de la situation.
Un carton final apprend au spectateur le destin des hommes qui ont servi de modèle à cette histoire. Philippe s'est remarié et a eu des enfants, et son ancien employé s'est également marié et a fondé sa propre entreprise. Une dernière image montre les véritables protagonistes de l'histoire, qui sont restés très proches.

## Fiche technique
- Titre original : Intouchables
- Réalisation, scénario et dialogues : Olivier Nakache et Éric Toledano, d'après le livre Le Second Souffle de Philippe Pozzo di Borgo[3],[4],[5]
- Musique : Ludovico Einaudi
- Direction artistique : Mathieu Vadepied
- Décors : François Emmanuelli
- Costumes : Isabelle Pannetier
- Photographie : Mathieu Vadepied
- Son : Jean-Paul Hurier, Pascal Armant, Roberto Cappannelli
- Montage : Dorian Rigal-Ansous
- Production : Nicolas Duval Adassovsky, Laurent Zeitoun et Yann Zenou
  - Production exécutive : Laurent Sivot
  - Production associée : Dominique Boutonnat, Arnaud Bertrand, Hubert Caillard
  - Assistant de production : Robin Noel
- Sociétés de production : Quad production, en coproduction avec Ten Films, Chaocorp, Gaumont et TF1 Films Production, avec la participation de Canal+, CinéCinéma et TF1
- Sociétés de distribution[6] : Gaumont (France) ; Vertigo Films Distribution (Belgique) ; Alliance Vivafilm (Québec) ; Frenetic Films (Suisse romande)
- Budget : 9 611 412 €[7]
- Pays de production :  France
- Langues originales : français, anglais
- Format[8] : couleur - 35 mm / D-Cinema - 1,85:1 (Panavision) - son Dolby Digital
- Genre : biopic, comédie, drame
- Durée : 112 minutes
- Dates de sortie[9] :
  - Belgique : 4 octobre 2011 (Festival international du film francophone de Namur) ; 2 novembre 2011 (sortie nationale)[10]
  - France, Suisse romande : 2 novembre 2011[11], 31 juillet 2024 (reprise en France)[12]
  - Québec : 13 avril 2012[13]
- Classification[14] :
  - France : tous publics[15]
  - Belgique : tous publics (Alle Leeftijden)[10]
  - Suisse romande : interdit aux moins de 10 ans[16]
  - Québec : tous publics (G - General Rating)[13]

## Distribution

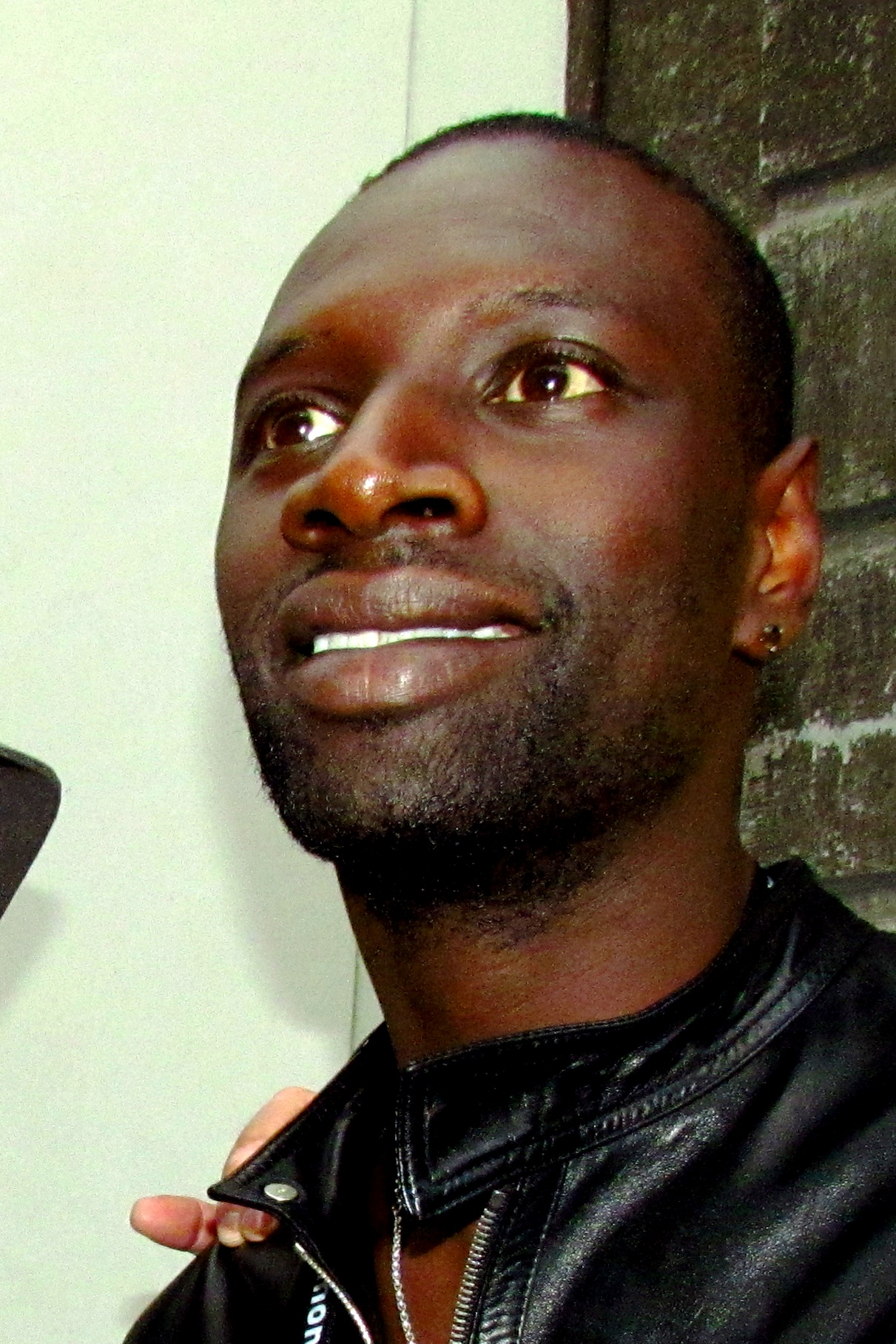
Omar Sy, interprète de Driss, lors de la présentation du film au FIFF 2011 de Namur.

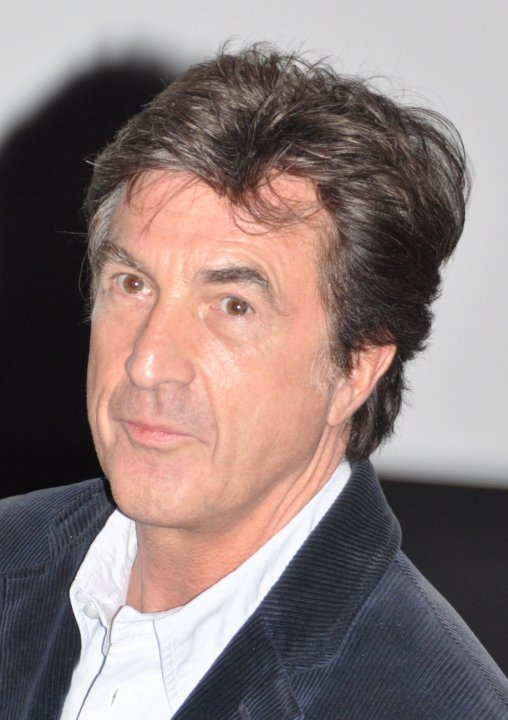
François Cluzet, l'interprète de Philippe.

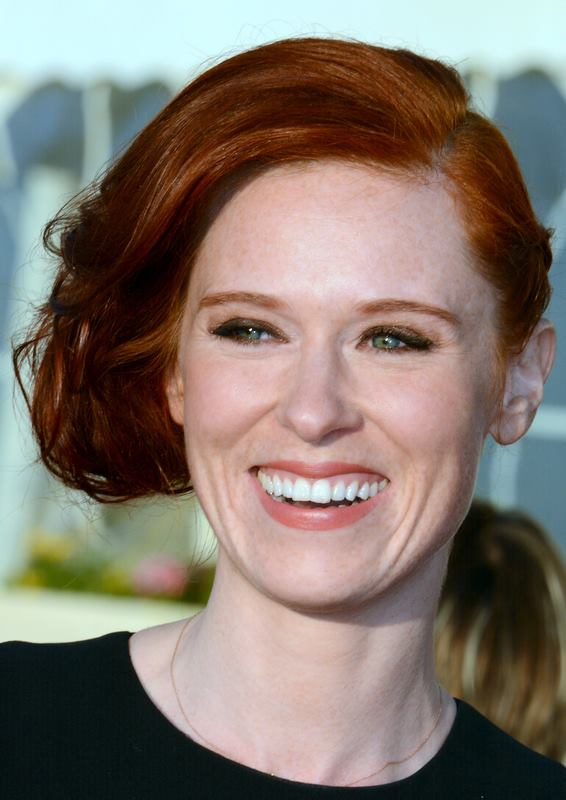
Audrey Fleurot tient le rôle de Magalie, la secrétaire de Philippe.

- Omar Sy : Bakari « Driss » Bassari
- François Cluzet : Philippe, le milliardaire tétraplégique
- Anne Le Ny : Yvonne, la gouvernante
- Audrey Fleurot : Magalie, la secrétaire
- Clotilde Mollet : Marcelle, l'infirmière
- Alba Gaïa Kraghede Bellugi : Élisa, la fille de Philippe
- Cyril Mendy : Adama, le petit frère de Driss
- Christian Ameri : Albert, le jardinier
- Grégoire Oestermann : Antoine
- Marie-Laure Descoureaux : Chantal
- Absa Dialou Toure : Mina, la sœur de Driss
- Salimata Kamaté : Fatou, la mère adoptive de Driss
- François Bureloup : un candidat au poste d'auxiliaire de vie
- Jean-François Cayrey : le 2e candidat au poste d'auxiliaire de vie
- Joséphine de Meaux : Nathalie Lecomte, la recruteuse de la société de camions
- Thomas Solivérès : Bastien, petit ami d’Élisa
- Dorothée Brière-Meritte : Éléonore
- Caroline Bourg : Frédérique
- Philippe Le Fèvre : le chef d'orchestre
- Michel Winogradoff : le serveur des « Deux Magots »
- Jérôme Pauwels : le voisin mal garé
- Émilie Caen : la galériste
- François Caron : un ami de Philippe
- Dominique Daguier : une amie de Philippe
- Sylvain Lazard : le nouvel auxiliaire
- Ian Fenelon : un candidat
- Renaud Barse : un candidat
- Nicky Marbot : un policier
- Benjamin Baroche : un policier
- Antoine Laurent : le 2e voisin mal garé
- Fabrice Mantegna : le chanteur d'opéra
- Hedi Bouchenafa : le garagiste
- Kévin Wamo : un ami de Driss
- Elliot Latil : un lycéen
- Alain Anthony : un pilote de parapente
- Dominique Henry : un pilote de parapente
- Pierre-Laurent Barneron : le majordome (non crédité)
- Philippe Pozzo di Borgo : lui-même (images d'archives - non crédité)
- Abdel Sellou : lui-même (images d'archives - non crédité)

## Production

### Développement
Philippe Pozzo di Borgo a consacré un chapitre de son ouvrage autobiographique, Le Second Souffle, à sa relation avec Abdel Yasmin Sellou, son auxiliaire de vie d'origine algérienne, ancien malfrat au comportement parfois problématique, mais accompagnateur précieux.
Philippe Pozzo di Borgo dit d'Abdel Sellou : « Comme dans le film, il a répondu à mon annonce pour continuer à toucher les Assedic, ensuite il s’est dit que l’hôtel particulier du 7e était un coffre-fort facile à dévaliser. En fait il est resté dix ans ». Dans son livre, il écrit de son accompagnateur : « Il est insupportable, vaniteux, orgueilleux, brutal, inconscient, humain. Sans lui, je serais mort de décomposition. Abdel m'a soigné sans discontinuité comme si j'étais un nourrisson. Attentif au moindre signe, présent pendant mes absences, il m'a délivré quand j'étais prisonnier, protégé quand j'étais faible. Il m'a fait rire quand je craquais. Il est mon diable gardien ».
Les deux hommes témoignent de leur rencontre et de leur relation en janvier 2002 dans l'émission de Mireille Dumas Vie privée, vie publique puis font en 2003 l'objet d'un documentaire également produit par Mireille Dumas, À la vie à la mort. La découverte de ce dernier reportage inspire ensuite les cinéastes Olivier Nakache et Éric Toledano qui, ne se sentant pas encore prêts à aborder le thème, se promettent cependant d'en tirer un film. Quelques années, plus tard, après le succès du film Tellement proches, les deux réalisateurs décident de relancer ce projet et rendent visite à Philippe Pozzo di Borgo. Ce dernier, qui a déjà refusé plusieurs propositions d'adaptation au cinéma, leur recommande alors de traiter son histoire sous l'angle de la comédie : « Si vous faites ce film, il faut que ce soit drôle. Cette histoire doit passer par le prisme de l'humour. Si je n'avais pas rencontré Abdel, je serais mort. »
Le film s'inspire de l'histoire des deux hommes mais la présente dans une version romancée et condensée dans le temps. D'algérien, le personnage de l'auxiliaire de vie devient sénégalais.
L'ouvrage Le Second Souffle a été réédité en 2011 à l'occasion de la sortie d'Intouchables, augmenté d'un deuxième livre, intitulé Le Diable gardien, dans lequel Philippe Pozzo di Borgo revient plus en détail sur sa relation avec Abdel Sellou.
Philippe Pozzo di Borgo se dit pour sa part enchanté par le film : « Les deux réalisateurs ont un humour terrible. Dans notre état, on aime les gens qui rigolent, pas le misérabilisme. (...) Bien sûr, notre histoire est traitée à la sauce cinéma. Driss est un peu moins rugueux qu’Abdel, plus souriant. Et puis Abdel ne dansait pas, il tapait ! C’était un chef de bande, beaucoup plus dur que dans le film. (...) Même le titre du film, Intouchables, est le bon. Et vous savez pourquoi ? À cause de la lettre S. Vous avez deux intouchables, paria chacun dans son genre, qui, pris séparément, sont infréquentables et, une fois ensemble, sont indestructibles ».

### Distribution des rôles
Omar Sy est choisi après avoir tourné dans les précédentes réalisations de Toledano et Nakache, Nos jours heureux et Tellement proches.
Daniel Auteuil était initialement pressenti pour le rôle de Philippe qu'il décline pour La Fille du puisatier.

### Lieux de tournage
- L'hôtel d'Avaray, siège de l'ambassade des Pays-Bas à Paris, a servi de lieu de tournage.
- Le Théâtre national de l'Opéra-Comique[24]
- Les dernières scènes du film se déroulent dans le Grand Hôtel de Cabourg.
- Les scènes de banlieue se situent dans la zone HLM de Bondy nord (Seine-Saint-Denis).
- La scène où la Maserati est arrêtée par la police a été tournée à la sortie 35 de l'A86 à Chatou.
- La scène du parapente a été tournée dans la station de ski du Col des Saisies (Savoie, France)
- Driss et son petit frère attendent leur mère, rentrant du travail un soir, à la passerelle de la gare de Nanterre-Université (Hauts-de-Seine).

## Bande originale
La bande originale du film est signée par Ludovico Einaudi. Les œuvres interprétées dans le Blind Test le sont par le Capriccio Français sous la direction de Philippe Le Fèvre.
| 1.    | Fly                                                                | 4:39 |
| 2.    | Writing Poems                                                      | 4:10 |
| 3.    | The Ghetto - Album Version                                         | 4:58 |
| 4.    | Der Freischütz - Act 1                                             | 1:01 |
| 5.    | You Goin' Miss Your Candyman                                       | 7:19 |
| 6.    | Blind Test                                                         | 2:22 |
| 7.    | L'origine Nascosta                                                 | 3:13 |
| 8.    | Feeling Good - Album Version                                       | 2:53 |
| 9.    | Cache-Cache                                                        | 3:51 |
| 10.   | Concerto pour 2 violons et orchestre à cordes, Op.3 no 8 (Allegro) | 3:21 |
| 11.   | Una Mattina                                                        | 3:23 |
| 12.   | Red Lights                                                         | 4:29 |
| 45:39 |                                                                    |      |

Autres œuvres entendues dans le film :
- Terry Callier : Your goin'miss your Candyman
- Earth, Wind and Fire : September, Boogie Wonderland
- Schubert : Ave Maria
- Mozart : La Flûte enchantée
- Frédéric Chopin : Nocturne op.9 no 1 en si bémol mineur
- Vivaldi : Les Quatre saisons, l'Été, interprété par le Capriccio Français, avec Patrick Bismuth, violon solo
- Bach : Badinerie de Ouvertures pour flûte traversière, 2 violons et alto en si mineur soliste Patrick Blanc - prélude de la suite pour violoncelle no 1. BWV 1007, soliste Alice Coquart - 2e mouvement du concerto en fa mineur pour clavecin, soliste Stefano Intrieri
- Rimski-Korsakov : Le Vol du bourdon interprété par le Capriccio Français, direction Philippe Le Fèvre
- Stevie Wonder : Superstition

## Exploitation

### Box-office
| Pays                        | Box-office                                                     | Société de distribution                      |
| --------------------------- | -------------------------------------------------------------- | -------------------------------------------- |
| France                      | 19 490 688 entrées                                             | Gaumont Distribution                         |
| Allemagne                   | 9 144 327 entrées                                              | Senator Film Verleih                         |
| Italie                      | 2 830 561 entrées,                                             | Medusa Film                                  |
| Espagne                     | 2 582 237 entrées,                                             | A Contracorriente Films                      |
| Corée du Sud                | 1 721 611 entrées                                              |                                              |
| États-Unis Canada           | 1 656 009 entrées,                                             | resp. The Weinstein Company & Alliance Films |
| Mexique                     | 1 586 878 entrées                                              |                                              |
| Suisse                      | 1 444 956 entrées                                              | Frenetic Films (de)                          |
| Japon                       | 1 329 469 entrées,                                             | GAGA Corporation                             |
| Pays-Bas                    | 1 267 587 entrées                                              | De Filmfreak Distributie                     |
| Brésil                      | 1 082 848 entrées                                              |                                              |
| Belgique                    | 961 820 entrées, (manque les entrées depuis le 1er avril 2012) | Kinepolis Film Distribution (nl)             |
| Pologne                     | 767 180 entrées                                                | Gutek Film (pl)                              |
| Autriche                    | 763 375 entrées                                                | Senator Film                                 |
| Danemark                    | 674 944 entrées                                                | Scanbox Entertainment (sv)                   |
| Colombie                    | 502 807 entrées                                                |                                              |
| Suède                       | 498 538 entrées                                                | Scanbox Entertainment (sv)                   |
| Israël                      | 490 000 entrées                                                |                                              |
| Australie                   | 466 770 entrées                                                |                                              |
| Québec (inclus dans Canada) | 386 367 entrées                                                |                                              |
| Royaume-Uni                 | 341 977 entrées,                                               |                                              |
| Portugal                    | 217 027 entrées                                                | NOS Lusomundo Audiovisuais (en)              |
| Russie (CEI)                | 214 080 entrées,                                               | Caroprokat                                   |
| Venezuela                   | 196 571 entrées                                                |                                              |
| Norvège                     | 192 341 entrées                                                | Scanbox Entertainment (sv)                   |
| Grèce                       | 136 264 entrées                                                | Filmtreint (Filmtrade)                       |
| Argentine                   | 122 419 entrées                                                |                                              |
| Hong Kong                   | 120 233 entrées                                                |                                              |
| Nouvelle-Zélande            | 107 135 entrées,                                               |                                              |
| Hongrie                     | 100 871 entrées                                                | Budapestfilm                                 |
| Pérou                       | 98 289 entrées                                                 |                                              |
| République tchèque          | 87 509 entrées                                                 |                                              |
| Taïwan                      | 71 045 entrées,                                                |                                              |
| Turquie                     | 70 395 entrées                                                 | M3 Film                                      |
| Finlande                    | 68 655 entrées                                                 | Scanbox Finland (sv)                         |
| Chili                       | 66 560 entrées                                                 |                                              |
| Islande                     | 64 735 entrées,                                                |                                              |
| Slovaquie                   | 62 553 entrées                                                 | Continental Film                             |
| Croatie                     | 53 778 entrées,                                                | Duplicato                                    |
| Afrique du Sud              | 39 737 entrées                                                 |                                              |
| Maroc                       | 39 407 entrées,                                                |                                              |
| Estonie                     | 38 924 entrées                                                 | Cascade Film                                 |
| Luxembourg                  | 36 420 entrées (manque les entrées en 2012)                    | Victory Productions                          |
| Roumanie                    | 29 320 entrées                                                 | Media Pro Distributions                      |
| Slovénie                    | 28 717 entrées                                                 | Blitz Film & Video Distribution              |
| Uruguay                     | 24 000 entrées                                                 |                                              |
| Serbie & Monténégro         | 22 398 entrées                                                 |                                              |
| Thaïlande                   | 22 389 entrées                                                 | Mongkol Major                                |
| Liban                       | 18 471 entrées                                                 |                                              |
| Vietnam                     | 12 112 entrées                                                 |                                              |
| Ukraine                     | 12 000 entrées                                                 |                                              |
| Singapour                   | 11 379 entrées                                                 | Cathay Keris Films (en)                      |
| Bulgarie                    | 10 890 entrées                                                 | Forum Film                                   |
| Kazakhstan                  | 10 882 entrées                                                 |                                              |
| Irlande                     | 10 248 entrées,                                                |                                              |
| Lettonie                    | 9 546 entrées                                                  |                                              |
| Inde                        | 8 863 entrées                                                  |                                              |
| Bolivie                     | 7 703 entrées                                                  |                                              |
| Émirats arabes unis         | 6 788 entrées                                                  |                                              |
| Lituanie                    | 4 142 entrées                                                  | Cascade Film                                 |
| Bahreïn                     | 710 entrées                                                    |                                              |
| Équateur                    | 313 entrées(entrées d'une avant-première uniquement)           |                                              |
| Macédoine                   | 217 entrées                                                    |                                              |
| Cambodge                    | 215 entrées                                                    |                                              |
| Koweït                      | ? entrées                                                      |                                              |
| Bosnie-Herzégovine          | ? entrées                                                      |                                              |
| Guatemala                   | ? entrées                                                      |                                              |
| Panama                      | ? entrées                                                      |                                              |
| Costa Rica                  | ? entrées                                                      |                                              |
| Salvador                    | ? entrées                                                      |                                              |
|                             |                                                                |                                              |
| Total hors France           | 32 956 512 entrées,                                            |                                              |
| Union européenne            | 40 133 547 entrées,                                            |                                              |
| Total monde                 | 52 447 200 entrées                                             |                                              |
| Recettes mondiales          | 444 700 000 US$                                                |                                              |

### Box-office France (détail hebdomadaire)
Dès la première semaine d'exploitation, le film est numéro un avec 2 205 432 entrées, devant Les Aventures de Tintin : Le Secret de La Licorne. Sur sa première journée en France, le film a réalisé 191 342 entrées, soit le troisième meilleur premier jour de l'année, derrière Harry Potter et les Reliques de la Mort et Les Aventures de Tintin : Le Secret de La Licorne. Les 2e, 3e et 4e semaines d'exploitation sont meilleures que la première et le film reste 1er du box-office hebdomadaire français durant dix semaines.
Intouchables devient vendredi 25 novembre 2011 le film le plus vu de l'année en France en dépassant la barre des 8,2 millions d'entrées, détrônant ainsi Rien à déclarer de Dany Boon. Le 3 janvier 2012, avec 16 888 372 entrées en 9 semaines d'exploitation, le film se place en 5e position dans l'histoire du box office français et à la 3e place des films français de ce même classement. Le 8 janvier 2012, le film dépasse les 17 272 987 d'entrées de La Grande Vadrouille et se place à la 4e position dans l'histoire du box office français et à la 2e place des films français. Le 26 mars 2012, le film est à 19 271 778 entrées exactement, après 21 semaines complètes d'exploitation.
| Semaine | Période                               | Nombre d'entrées  | Évolution | Place au box-office hebdomadaire | Nombre d'entrées cumulées |
| ------- | ------------------------------------- | ----------------- | --------- | -------------------------------- | ------------------------- |
| 1re     | du 2 au 8 novembre 2011               | 2 205 432 entrées | N         | 1er                              | 2 205 432 entrées         |
| 2e      | du 9 au 15 novembre 2011              | 3 089 973 entrées | +40,11 %  | 1er                              | 5 295 405 entrées         |
| 3e      | du 16 au 22 novembre 2011             | 2 460 842 entrées | -20,36 %  | 1er                              | 7 756 247 entrées         |
| 4e      | du 23 au 29 novembre 2011             | 2 304 250 entrées | -6,36 %   | 1er                              | 10 060 497 entrées        |
| 5e      | du 30 novembre au 6 décembre 2011     | 2 000 208 entrées | -13,19 %  | 1er                              | 12 060 705 entrées        |
| 6e      | du 7 au 13 décembre 2011              | 1 341 402 entrées | -32,94 %  | 1er                              | 13 402 107 entrées        |
| 7e      | du 14 au 20 décembre 2011             | 1 148 380 entrées | -14,39 %  | 1er                              | 14 550 487 entrées        |
| 8e      | du 21 au 27 décembre 2011             | 1 142 899 entrées | -0,48 %   | 1er                              | 15 693 386 entrées        |
| 9e      | du 28 décembre 2011 au 3 janvier 2012 | 1 194 986 entrées | +4,56 %   | 1er                              | 16 888 372 entrées        |
| 10e     | du 4 au 10 janvier 2012               | 687 681 entrées   | -42,45 %  | 1er                              | 17 576 053 entrées        |
| 11e     | du 11 au 17 janvier 2012              | 500 240 entrées   | -27,26 %  | 2e                               | 18 076 293 entrées        |
| 12e     | du 18 au 24 janvier 2012              | 380 047 entrées   | -24,03 %  | 3e                               | 18 456 340 entrées        |
| 13e     | du 25 au 31 janvier 2012              | 278 660 entrées   | -26,68 %  | 3e                               | 18 735 000 entrées        |
| 14e     | du 1er au 7 février 2012              | 128 014 entrées   | -54,06 %  | 6e                               | 18 863 014 entrées        |
| 15e     | du 8 au 14 février 2012               | 114 746 entrées   | -10,36 %  | 10e                              | 18 977 760 entrées        |
| 16e     | du 15 au 21 février 2012              | 95 199 entrées    | -17,04 %  | 15e                              | 19 072 959 entrées        |
| 17e     | du 22 au 28 février 2012              | 79 845 entrées    | -16,13 %  | 17e                              | 19 152 804 entrées        |
| 18e     | du 29 février 2012 au 6 mars 2012     | 61 182 entrées    | -23,38 %  | 15e                              | 19 213 986 entrées        |
| 19e     | du 7 au 13 mars 2012                  | 29 344 entrées    | -52,04 %  | 22e                              | 19 243 330 entrées        |
| 20e     | du 14 au 20 mars 2012                 | 22 785 entrées    | -22,35 %  | 25e                              | 19 266 115 entrées        |
| 21e     | du 21 au 26 mars 2012                 | 5 663 entrées     | -75,14 %  | 35e                              | 19 271 778 entrées        |
| 22e     | du 27 mars 2012 au 3 avril 2012       | 2 165 entrées     | -61,76 %  | 54e                              | 19 273 943 entrées        |

### Exploitation internationale

#### Monde
| Rang | Titre du film                       | Année de sortie | Nombre d'entrées |
| ---- | ----------------------------------- | --------------- | ---------------- |
| 1    | Lucy                                | 2014            | 58 675 640,      |
| 2    | Intouchables                        | 2011            | 51 390 018       |
| 3    | Taken 2                             | 2012            | 50 737 843       |
| 4    | Le Cinquième Élément                | 1997            | 43 400 000       |
| 5    | Taken 3                             | 2015            | 39 358 395,      |
| 6    | Taken                               | 2008            | 32 798 930       |
| 7    | Le Fabuleux Destin d'Amélie Poulain | 2001            | 31 775 900       |
| 8    | Bienvenue chez les Ch'tis           | 2008            | 28 500 000       |

Avant 1996 (liste non exhaustive et nombres d'entrées incomplets) :
- Les Quatre Charlots mousquetaires (1974) : 58 790 139 entrées.
- Les bidasses s'en vont en guerre (1974) : 54 254 509 entrées.
- Les Fugitifs (1986) : 27 608 388 entrées.
- Gibraltar (1938) : 21 300 000 entrées.
- Le Comte de Monte-Cristo, 1re époque : Edmond Dantès (1943) : 18 000 000 d'entrées[117].
- Le Comte de Monte-Cristo, 2e époque : Le châtiment (1943) : 18 000 000 d'entrées[118].

#### Hors de France
Au 31 janvier 2015, avec 32 millions d'entrées hors de France, il est le plus gros succès à l’international d'un film français tourné en langue française depuis au moins 1994 devant Le Fabuleux Destin d'Amélie Poulain et ses 23,1 millions d'entrées et le 4e toutes langues prises en compte.
| Rang | Titre du film                       | Année de sortie | Nombre d'entrées (en millions) |
| ---- | ----------------------------------- | --------------- | ------------------------------ |
| 1    | Lucy                                | 2014            | 53,5                           |
| 2    | Taken 2                             | 2012            | 47,8                           |
| 3    | Taken 3                             | 2015            | 36,7                           |
| 4    | Le Cinquième Élément                | 1997            | 35,7                           |
| 5    | Intouchables                        | 2011            | 31,9                           |
| 6    | Taken                               | 2008            | 31,8                           |
| 7    | Le Fabuleux Destin d'Amélie Poulain | 2001            | 23,1                           |

- Liste complète des dates de sortie Sur le site unifrance.org.

#### Union européenne
Top 20 des films de l'UE-27 entre 1996 et 2013 (entrées) :
1. Titanic (1997) : 96 876 542
2. Avatar (2009) : 75 060 770
3. Le Seigneur des anneaux : La Communauté de l'anneau (2001) : 57 483 113
4. Harry Potter à l'école des sorciers (2001) : 57 138 762
5. Le Seigneur des anneaux : Les Deux Tours (2002) : 52 837 242
6. Le Seigneur des anneaux : Le Retour du roi (2003) : 52 284 365
7. Harry Potter et la Chambre des secrets (2002) : 50 074 442
8. Skyfall (2012) : 43 670 974
9. Star Wars, épisode I : La Menace fantôme (1999) : 43 458 287
10. Shrek 2 (2004) : 42 843 271
11. Le Monde de Nemo (2003) : 42 724 577
12. Pirates des Caraïbes : Le Secret du coffre maudit (2006) : 42 494 522
13. Harry Potter et la Coupe de feu (film) (2005) : 42 283 725
14. Intouchables (2011) : 41 016 610
15. Independence Day (1996) : 40 575 852
16. L'Âge de glace 3 (2009) : 40 220 002
17. Harry Potter et le Prisonnier d'Azkaban (2004) : 38 672 820
18. Harry Potter et les Reliques de la Mort, partie 2 (2011) : 37 877 486
19. L'Âge de glace 2 (2006) : 37 818 404
20. Harry Potter et l'Ordre du phénix (2007) : 36 864 205

#### Allemagne
En Allemagne, c'est, au 21 septembre 2014, le film français ayant fait le plus d'entrées depuis au moins 1968 (entrées RDA non incluses) et le film toutes nationalités prises en compte sorti en 2012 ayant fait le plus d'entrées.

#### Italie
En Italie, c'est le film français tourné en langue française ou toutes autres langues ayant fait le plus d'entrées depuis au moins 1997 et le 4e film (voire le 3e film si l'on tient compte de la source Media et leur 2 823 438 entrées) toutes nationalités ayant fait le plus d'entrées parmi les films sortis en 2012 :
| Rang | Titre du film                                 | Entrées               |
| ---- | --------------------------------------------- | --------------------- |
| 1    | Benvenuti al Nord                             | 4 288 835             |
| 2    | Madagascar 3                                  | 3 044 609             |
| 3    | Twilight, chapitre V : Révélation - 2e Partie | 2 806 455             |
| 4    | Intouchables                                  | 2 502 861 (2 823 438) |

| Rang | Titre du film                       | Année de sortie | Nombre d'entrées                         |
| ---- | ----------------------------------- | --------------- | ---------------------------------------- |
| 1    | Intouchables                        | 2012            | 2 502 861 (Cinetel) ou 2 823 438 (Média) |
| 2    | Le Fabuleux Destin d'Amélie Poulain | 2002            | 1 447 419 (Cinetel) ou 1 881 257 (Média) |
| 3    | Les Rivières pourpres               | 2000            | 1 146 238 (Cinetel)                      |

#### Espagne
En Espagne, c'est le 3e film en langue française ayant fait le plus d'entrées depuis au moins 1961 derrière Astérix et Obélix contre César (3 741 408 entrées,) sorti en 1999 et Emmanuelle (3 680 502 entrées) sorti en 1978 et le 5e film sorti en 2012, toutes nationalités, ayant fait le plus d'entrées :
| Rang | Titre du film                                        | Entrées   |
| ---- | ---------------------------------------------------- | --------- |
| 1    | The Impossible                                       | 6 103 472 |
| 2    | Twilight, chapitre V : Révélation - 2e Partie        | 3 310 542 |
| 3    | Le Hobbit : Un voyage inattendu                      | 2 993 960 |
| 4    | Tad l'explorateur : À la recherche de la cité perdue | 2 718 401 |
| 5    | Intouchables                                         | 2 582 237 |

#### Corée du Sud
En Corée du Sud, c'est le film en langue française ayant fait le plus d'entrées depuis le début des années 1990 et le 32e film, toutes nationalités, des films sortis en 2012,.

#### Amérique du Nord
Aux États-Unis, au Canada, à Porto Rico et au Guam (domestic market) :
| Rang | Titre du film                       | Année de sortie | Nombre d'entrées |
| ---- | ----------------------------------- | --------------- | ---------------- |
| 1    | Le Fabuleux Destin d'Amélie Poulain | 2001            | 5 931 234        |
| 2    | Le Pacte des loups                  | 2002            | 1 938 100        |
| 3    | Intouchables                        | 2012            | 1 683 560,       |

À noter que le parc de salles indépendantes aux États-Unis (où les films français sont diffusés) a bien diminué depuis 2001 (baisse de 15 % rien qu'entre 2008 et 2012), le succès d'Intouchables dans ces conditions peut être considéré comme supérieur à celui du Pacte des loups.

#### Mexique
Au Mexique, c'est le film français tourné en langue française ayant fait le plus d'entrées depuis au moins 1997 (au 8 novembre 2012),,.

#### Suisse
En Suisse, au 27 décembre 2013, c'est le film français ayant fait le plus d'entrées depuis au moins 1995, et le 2e toutes nationalités confondues derrière Titanic.
| Rang | Titre du film | Année de sortie | Nombre d'entrées |
| ---- | ------------- | --------------- | ---------------- |
| 1    | Titanic       | 1998            | 1 940 628        |
| 2    | Intouchables  | 2012            | 1 444 999        |

| Rang | Titre du film           | Année de sortie | Nombre d'entrées |
| ---- | ----------------------- | --------------- | ---------------- |
| 1    | Titanic                 | 1998            | 1 264 942        |
| 2    | Les Faiseurs de Suisses | 1978            | 940 382          |
| 3    | Skyfall                 | 2012            | 910 117          |
| 4    | Intouchables            | 2012            | 899 597          |

| Rang | Titre du film | Année de sortie | Nombre d'entrées |
| ---- | ------------- | --------------- | ---------------- |
| 1    | Titanic       | 1998            | 598 834          |
| 2    | Intouchables  | 2012            | 512 575          |

| Rang | Titre du film                                            | Année de sortie | Nombre d'entrées |
| ---- | -------------------------------------------------------- | --------------- | ---------------- |
| 1    | Titanic                                                  | 1998            | 76 852           |
| 2    | Avatar                                                   | 2010            | 54 862           |
| 3    | Harry Potter 1                                           | 2001            | 40 408           |
| 4    | L'Âge de glace 3                                         | 2009            | 39 432           |
| 5    | L'Âge de glace 2                                         | 2006            | 39 237           |
| 6    | La vie est belle                                         | 1997            | 36 068           |
| 7    | Madagascar 1                                             | 2005            | 35 850           |
| 8    | Le Monde de Nemo                                         | 2003            | 35 699           |
| 9    | Demande-moi si je suis heureux (Chiedimi se sono felice) | 2000            | 35 391           |
| 10   | Harry Potter 2                                           | 2002            | 34 081           |
| 11   | C'est la vie (Così è la vita)                            | 1998            | 33 666           |
| 12   | Intouchables                                             | 2012            | 32 827           |

#### Japon
Au Japon, au 12 mai 2013, c'est le film français tourné en langue française ayant fait le plus d'entrées depuis au moins 1997,,, ou depuis qu'uniFrance recense les données au Japon (1994?), et le 36e en yens des films sortis en 2012, :
| Rang | Titre du film                       | Année de sortie | Nombre d'entrées |
| ---- | ----------------------------------- | --------------- | ---------------- |
| 1    | Intouchables                        | 2012            | 1 329 469,       |
| 2    | Les Rivières pourpres               | 2001            | 1 050 000        |
| 3    | Le Fabuleux Destin d'Amélie Poulain | 2001            | 1 038 763,       |

#### Pays-Bas
Aux Pays-Bas, au 31 décembre 2012, c'est le film français ayant fait le plus d'entrées depuis au moins 1991,,,, le 2e en entrées, toutes nationalités, des films sortis en 2012 derrière Skyfall et le 24e en entrées, toutes nationalités, depuis 1991,.
| Rang | Titre du film                   | Entrées    |
| ---- | ------------------------------- | ---------- |
| 1    | Skyfall                         | 2 008 184  |
| 2    | Intouchables                    | 1 266 244, |
| 3    | Le Hobbit : Un voyage inattendu | 1 194 452  |

#### Brésil
Au Brésil, c'est le film français tourné en langue française ayant fait le plus d'entrées depuis le début des années 1990 (au 4 novembre 2012), et le 35e film sorti en 2012, toutes nationalités prises en compte, ayant fait le plus d'entrées.

#### Belgique
En Belgique, c'est, au 31 mars 2013, le 2e film français tourné en langue française ou toutes autres langues ayant fait le plus d'entrées depuis au moins 1996 derrière Bienvenue chez les Ch'tis et ses 1 148 179 entrées.

#### Pologne
En Pologne, c'est le film français tourné en langue française ayant fait le plus d'entrées depuis au moins 1998 (de ces 20 dernières années selon uniFrance) et le 9e, toutes nationalités, des films sortis en 2012.

#### Autriche
En Autriche, au 31 octobre 2014, c'est le film français ayant fait le plus d'entrées depuis le début des années 1990.
| Rang | Titre du film    | Entrées |
| ---- | ---------------- | ------- |
| 1    | L'Âge de glace 4 | 951 248 |
| 2    | Skyfall          | 792 022 |
| 3    | Intouchables     | 763 000 |

#### Danemark
Au Danemark, c'est le film non local (danois ou suédois) et non anglophone ayant fait le plus d'entrées de tous les temps (au 23 juin 2013).
| Rang | Titre du Film                  | Année de Sortie | Nombre d'Entrées |
| ---- | ------------------------------ | --------------- | ---------------- |
| 1    | Intouchables                   | 2012            | 674 944          |
| 2    | Les Douze Travaux d'Astérix    | 1976            | 336 241          |
| 3    | Le Cinquième Élément           | 1997            | 233 964,         |
| 4    | Astérix et Obélix contre César | 1999            | 232 898          |

| Rang | Titre du film                   | Entrées  |
| ---- | ------------------------------- | -------- |
| 1    | Skyfall                         | 943 627  |
| 2    | Hvidsten gruppen                | 765 521  |
| 3    | Le Hobbit : Un voyage inattendu | 760 818  |
| 4    | Intouchables                    | 674 944, |

#### Australie
En Australie, c'est le 2e film français tourné en langue française ayant fait le plus d'entrées depuis au moins 1997 derrière Le Fabuleux Destin d'Amélie Poulain (2001) et ses 763 300 entrées,,,,,.
| Rang | Titre du film                       | Année de sortie | Nombre d'entrées |
| ---- | ----------------------------------- | --------------- | ---------------- |
| 1    | Le Fabuleux Destin d'Amélie Poulain | 2001            | 763 300          |
| 2    | Intouchables                        | 2012            | 417 521          |

#### Colombie
En Colombie, c'est film français tourné en langue française ayant fait le plus d'entrées jamais recensé par uniFrance films (depuis au moins 1994) ou depuis au moins 1997 selon sources ci-après,,, (au 16 juin 2013).

#### Suède
En Suède : au 30 septembre 2014, c'est le film français tourné en langue française ayant fait le plus d'entrées depuis au moins 1996,.
| Rang | Titre du film                                 | Entrées   |
| ---- | --------------------------------------------- | --------- |
| 1    | Le Hobbit : Un voyage inattendu               | 1 183 588 |
| 2    | Skyfall                                       | 1 087 546 |
| 3    | The Dark Knight Rises                         | 717 958   |
| 4    | Sune i Grekland                               | 655 846   |
| 5    | L'Âge de glace 4                              | 597 086   |
| 6    | Twilight, chapitre V : Révélation - 2e Partie | 534 555   |
| 7    | Hamilton : Dans l'intérêt de la nation        | 512 661   |
| 8    | Hunger Games                                  | 498 843   |
| 9    | Intouchables                                  | 498 489   |

#### Israël
En Israël, c'est le film français tourné en langue française ayant fait le plus d'entrées depuis le début des années 2000, ainsi que le film ayant fait le plus d'entrées parmi les films sortis en 2012 aux côtés de Skyfall et de Madagascar 3,,,.

#### Québec
| Rang | Titre du film                         | Année de sortie | Nombre d'entrées |
| ---- | ------------------------------------- | --------------- | ---------------- |
| 1    | Astérix et Obélix : Mission Cléopâtre | 2002            | 651 582          |
| 2    | Le Fabuleux Destin d'Amélie Poulain   | 2001            | 569 596          |
| 3    | Intouchables                          | 2012            | 386 367          |

| Rang | Titre du film                                 | Entrées |
| ---- | --------------------------------------------- | ------- |
| 1    | Skyfall                                       | 986 927 |
| 2    | Avengers                                      | 866 606 |
| 3    | The Dark Knight Rises                         | 799 010 |
| 4    | Hunger Games                                  | 703 623 |
| 5    | Le Hobbit : Un voyage inattendu               | 688 770 |
| 6    | Twilight, chapitre V : Révélation - 2e Partie | 662 916 |
| 7    | L'Âge de glace 4                              | 497 847 |
| 8    | The Amazing Spider-Man                        | 460 445 |
| 9    | Intouchables                                  | 386 367 |

#### Royaume-Uni
| Rang | Titre du film                       | Année de sortie | Nombre d'entrées |
| ---- | ----------------------------------- | --------------- | ---------------- |
| 1    | Le Fabuleux Destin d'Amélie Poulain | 2001            | 1 001 109        |
| 2    | Coco avant Chanel                   | 2009            | 515 062          |
| 3    | Ridicule                            | 1997            | 351 566          |
| 4    | La Môme                             | 2007            | 347 614          |
| 5    | Intouchables                        | 2012            | 341 977          |
| 6    | Un long dimanche de fiançailles     | 2005            | 335 734          |

#### Portugal
Au Portugal, c'est le 4e film français tourné en langue française ayant fait le plus d'entrées depuis le début des années 1990 :
| Rang | Titre du film                         | Année de sortie | Nombre d'entrées |
| ---- | ------------------------------------- | --------------- | ---------------- |
| 1    | Astérix et Obélix contre César        | 1999            | 519 748          |
| 2    | Astérix aux Jeux olympiques           | 2008            | 438 063          |
| 3    | Astérix et Obélix : Mission Cléopâtre | 2002            | 396 355          |
| 4    | Intouchables                          | 2012            | 217 027          |

| Rang | Titre du film                                 | Entrées  |
| ---- | --------------------------------------------- | -------- |
| 1    | Madagascar 3                                  | 637 436, |
| 2    | Twilight, chapitre V : Révélation - 2e Partie | 534 149, |
| 3    | L'Âge de glace 4                              | 507 578, |
| 4    | Skyfall                                       | 474 136, |
| 5    | Rebelle                                       | 397 844, |
| 6    | Le Hobbit : Un voyage inattendu               | 368 952, |
| 7    | Ted                                           | 334 407  |
| 8    | American Pie 4                                | 331 932  |
| 9    | The Dark Knight Rises                         | 322 693  |
| 10   | Sherlock Holmes : Jeu d'ombres                | 280 497  |
| 11   | Avengers                                      | 258 298  |
| 12   | Expendables 2 : Unité spéciale                | 256 383  |
| 13   | Balas & Bolinhos - O Último Capítulo          | 256 158  |
| 14   | Morangos com Açúcar                           | 238 344, |
| 15   | The Dictator                                  | 235 592  |
| 16   | The Descendants                               | 232 735  |
| 17   | Intouchables                                  | 216 665  |

#### Russie
En Russie, avec 214 080 entrées, il est, au 9 juin 2013, seulement le 134e film de l'année 2012 sur 375 films sortis, le 29e film français tourné en langue française depuis la Perestroïka et le 3e film français tourné en langue française des films sortis en 2012 :
| Rang | Titre du film                                       | Année de sortie | Nombre d'entrées            |
| ---- | --------------------------------------------------- | --------------- | --------------------------- |
| 1    | Taxi 4                                              | 2007            | 2 966 407                   |
| 2    | Astérix aux Jeux olympiques                         | 2008            | 1 717 527                   |
| 3    | Taxi 3                                              | 2003            | 1 264 000                   |
| 4    | Astérix et Obélix : Au service de Sa Majesté        | 2012            | 879 789,                    |
| 5    | Astérix et Obélix : Mission Cléopâtre               | 2002            | 606 000                     |
| 6    | Taxi 2                                              | 2000            | 575 173,                    |
| 7    | L'Immortel                                          | 2010            | 461 613                     |
| 8    | Fanfan la Tulipe                                    | 2003            | 460 000                     |
| 9    | Michel Vaillant                                     | 2004            | 451 050                     |
| 10   | Le Pacte des loups                                  | 2001            | 434 000                     |
| 11   | L'Instinct de mort                                  | 2008            | 419 538                     |
| 12   | Le Raid                                             | 2002            | 370 000 (chiffre incomplet) |
| 13   | Double Zéro                                         | 2004            | 368 619                     |
| 14   | Hellphone                                           | 2007            | 358 000                     |
| 15   | Sur la piste du Marsupilami                         | 2012            | 348 433,                    |
| 16   | Les Rivières pourpres 2 : Les Anges de l'apocalypse | 2004            | 344 602                     |
| 17   | Banlieue 13 : Ultimatum                             | 2009            | 316 956                     |
| 18   | Hors de prix                                        | 2007            | 298 132                     |
| 19   | Banlieue 13                                         | 2005            | 279 679                     |
| 20   | Les Aventures extraordinaires d'Adèle Blanc-Sec     | 2010            | 277 841                     |
| 21   | Cash                                                | 2008            | 275 421                     |
| 22   | L'Enquête corse                                     | 2005            | 243 803                     |
| 23   | De l'autre côté du périph                           | 2013            | 230 691,                    |
| 24   | L'Auberge rouge                                     | 2007            | 229 608                     |
| 25   | Le Fabuleux Destin d'Amélie Poulain                 | 2001            | 227 000                     |
| 26   | Tais-toi !                                          | 2003            | 224 000                     |
| 27   | San-Antonio                                         | 2004            | 221 000                     |
| 28   | L'Empire des loups                                  | 2005            | 216 000                     |
| 29   | Intouchables                                        | 2012            | 214 080                     |

#### Venezuela
Au Venezuela, c'est le film français tourné en langue française ayant fait le plus d'entrées jamais recensées par uniFrance (depuis 1994), ou depuis au moins l'an 2000,,.

#### Norvège
| Rang | Titre du film                       | Année de sortie | Nombre d'entrées |
| ---- | ----------------------------------- | --------------- | ---------------- |
| 1    | Intouchables                        | 2012            | 191 781,         |
| 2    | Astérix et Obélix contre César      | 1999            | 164 160          |
| 3    | Le Fabuleux Destin d'Amélie Poulain | 2001            | 163 073          |
| 4    | Le Cinquième Élément                | 1997            | 157 238          |
| 5    | Taken 2                             | 2012            | 152 990          |

| Rang | Titre du film                                   | Entrées |
| ---- | ----------------------------------------------- | ------- |
| 1    | Kon-Tiki                                        | 888 262 |
| 2    | Skyfall                                         | 742 754 |
| 3    | L'Âge de glace 4                                | 705 488 |
| 4    | Le Hobbit : Un voyage inattendu                 | 605 068 |
| 5    | Le Secret de l'étoile du nord                   | 449 295 |
| 6    | The Dark Knight Rises                           | 409 029 |
| 7    | Madagascar 3                                    | 387 710 |
| 8    | Le Chat potté                                   | 321 839 |
| 9    | Avengers                                        | 318 973 |
| 10   | Twilight, chapitre IV : Révélation - 2de partie | 316 329 |
| 11   | Hunger Games                                    | 250 337 |
| 12   | The Dictator                                    | 218 451 |
| 13   | Rebelle                                         | 216 831 |
| 14   | L'Odyssée de Pi                                 | 212 511 |
| 15   | American Pie 4                                  | 209 499 |
| 16   | Mission impossible : Protocole Fantôme          | 206 140 |
| 17   | Intouchables                                    | 191 781 |

#### Grèce
En Grèce, le film est classé 22e film des films sortis en 2012 en nombre d'entrées, :
| Rang | Titre du film                                        | Entrées  |
| ---- | ---------------------------------------------------- | -------- |
| 1    | Skyfall                                              | 579 161, |
| 2    | What If...                                           | 531 047  |
| 3    | Le Hobbit : Un voyage inattendu                      | 426 373, |
| 4    | The Dark Knight : Le Chevalier noir                  | 346 586, |
| 5    | Dieu aime le caviar                                  | 317 153, |
| 6    | Twilight, chapitre V : Révélation - 2e Partie        | 311 915, |
| 7    | L'Âge de glace 4 : La Dérive des continents          | 305 245, |
| 8    | Sherlock Holmes 2 : Jeu d'ombres                     | 305 157, |
| 9    | Madagascar 3 : Bons baisers d'Europe                 | 256 200, |
| 10   | Avengers                                             | 242 565, |
| 11   | L'Odyssée de Pi                                      | 224 905, |
| 12   | Millénium : Les Hommes qui n'aimaient pas les femmes | 192 799, |
| 13   | La Colère des Titans                                 | 168 276, |
| 14   | The Amazing Spider-Man                               | 167 135, |
| 15   | To Rome with Love                                    | 166 676, |
| 16   | Dark Shadows                                         | 160 497, |
| 17   | Larisa empisteftiko                                  | 151 638, |
| 18   | Astérix et Obélix : Au service de Sa Majesté         | 135 592, |
| 19   | Hôtel Transylvanie                                   | 133 760, |
| 20   | Blanche-Neige et le Chasseur                         | 133 590, |
| 21   | Taken 2                                              | 126 369, |
| 22   | Intouchables                                         | 121 188, |

| Rang | Titre du film                                | Année de sortie | Nombre d'entrées |
| ---- | -------------------------------------------- | --------------- | ---------------- |
| 1    | Astérix et Obélix contre César               | 1999            | 531 151,         |
| 2    | Astérix aux Jeux olympiques                  | 2008            | 466 036,         |
| 3    | Astérix et Obélix : Mission Cléopâtre        | 2002            | 348 265,         |
| 4    | Le Fabuleux Destin d'Amélie Poulain          | 2001            | 295 354          |
| 5    | Le Cinquième Élément                         | 1997            | 191 000          |
| 6    | La Môme                                      | 2007            | 154 514,         |
| 7    | Le Pacte des loups                           | 2001            | 149 144          |
| 8    | Un long dimanche de fiançailles              | 2005            | 140 000          |
| 9    | Irréversible                                 | 2002            | 139 880          |
| 10   | Le Petit Nicolas                             | 2009            | 139 760,         |
| 11   | Les Rivières pourpres                        | 2001            | 137 762          |
| 12   | Astérix et Obélix : Au service de Sa Majesté | 2012            | 135 592          |
| 13   | Taken 2                                      | 2012            | 126 369          |
| 14   | Astérix et les Vikings                       | 2006            | 124 356,         |
| 15   | Intouchables                                 | 2012            | 121 188          |

#### Hong Kong
À Hong Kong, c'est le film français tourné en langue française ayant fait le plus d'entrées jamais recensées par uniFrance ou depuis au moins 1997.

#### Argentine
En Argentine, il est le 73e film ayant fait le plus d'entrées parmi les films sortis en 2012.
| Rang | Titre du film                       | Année de sortie | Nombre d'entrées |
| ---- | ----------------------------------- | --------------- | ---------------- |
| 1    | Le Fabuleux Destin d'Amélie Poulain | 2002            | 373 697          |
| 2    | Le Placard                          | 2001            | 196 028          |
| 3    | Par-delà les nuages                 | 1998            | 162 285          |
| 4    | La Môme                             | 2007            | 160 284          |
| 5    | Le Pacte des loups                  | 2002            | 159 237          |
| 6    | Le Goût des autres                  | 2001            | 154 282          |
| 7    | Ressources humaines                 | 2000            | 151 254          |
| 8    | Les Choristes                       | 2005            | 145 045          |
| 9    | Nelly et Monsieur Arnaud            | 1997            | 125 983          |
| 10   | Intouchables                        | 2012            | 120 000          |

#### Nouvelle-Zélande
En Nouvelle-Zélande, c'est le film français tourné en langue française ayant fait le plus d'entrées depuis le début des années 2000.
| Rang | Titre du film                       | Année de sortie | NZ$                                 |
| ---- | ----------------------------------- | --------------- | ----------------------------------- |
| 1    | Le Fabuleux Destin d'Amélie Poulain | 2002            | 928 429 (partiel car ce que top 10) |
| 2    | Intouchables                        | 2012            | 1 246 561 (107 135 entrées,)        |
| 3    | La Môme                             | 2007            | 1 039 473                           |

Note : Le classement en nombre d'entrées est estimé à partir du chiffre d'affaires et du prix moyen du ticket de l'année de sortie du film.

#### Pérou
Au Pérou, c'est le film français tourné en langue française ayant fait le plus d'entrées jamais recensées par uniFrance (depuis 1994).

#### Tchéquie
| Rang | Titre du film                                | Année de sortie | Nombre d'entrées |
| ---- | -------------------------------------------- | --------------- | ---------------- |
| 1    | Astérix aux Jeux olympiques                  | 2008            | 317 396          |
| 2    | Le Fabuleux Destin d'Amélie Poulain          | 2001            | 282 147,         |
| 3    | Jeanne d'Arc                                 | 2000            | 209 390          |
| 4    | La Môme                                      | 2007            | 178 889          |
| 5    | Le Cinquième Élément                         | 1997            | 173 831,         |
| 6    | Astérix et Obélix : Au service de Sa Majesté | 2012            | 149 215,         |
| 7    | Astérix et les Vikings                       | 2006            | 146 759          |
| 8    | Le Petit Nicolas                             | 2009            | 126 319          |
| 9    | Astérix et Obélix : Mission Cléopâtre        | 2002            | 123 222          |
| 10   | Microcosmos : Le Peuple de l'herbe           | 1997            | 108 203,         |
| 11   | Le Pianiste                                  | 2003            | 99 436           |
| 12   | Coco avant Chanel                            | 2009            | 93 221           |
| 13   | Intouchables                                 | 2012            | 85 581,          |

À noter que, bien que n'étant pas un film français mais américain, Les Schtroumpfs (2011) est le film de culture francophone européenne ayant fait le plus d'entrées (538 774),.

#### Turquie
| Rang | Titre du film                         | Année de sortie | Nombre d'entrées |
| ---- | ------------------------------------- | --------------- | ---------------- |
| 1    | Astérix et Obélix contre César        | 2000            | 280 129          |
| 2    | Le Fabuleux Destin d'Amélie Poulain   | 2001            | 249 261          |
| 3    | Irréversible                          | 2002            | 213 701          |
| 4    | L'Empire des loups                    | 2005            | 205 430          |
| 5    | Astérix et Obélix : Mission Cléopâtre | 2003            | 157 386          |
| 6    | Astérix aux Jeux olympiques           | 2008            | 144 944          |
| 7    | Taxi 2                                | 2001            | 118 082          |
| 8    | Tous à l'Ouest                        | 2008            | 112 502          |
| 9    | Romance                               | 1999            | 106 372          |
| 10   | Astérix et les Vikings                | 2007            | 105 066          |
| 11   | Taxi                                  | 1999            | 90 760           |
| 12   | La Véritable Histoire du chat botté   | 2009            | 80 780           |
| 13   | Le Pacte des loups                    | 2001            | 77 932           |
| 14   | Le Peuple migrateur                   | 2002            | 73 991           |
| 15   | Taxi 3                                | 2003            | 73 003           |
| 16   | Un long dimanche de fiançailles       | 2005            | 72 883           |
| 17   | Intouchables                          | 2012            | 69 307           |

#### Islande
En Islande, avec 64 735 entrées, c'est le 3e film le plus vu au cinéma des films sortis en 2012 après Skyfall et ses 79 483 entrées et après Le Hobbit : Un voyage inattendu, ainsi que le film non-anglophone le plus vu de tous les temps en Islande.

#### Slovaquie
| Rang | Titre du film                  | Année de sortie | Nombre d'entrées |
| ---- | ------------------------------ | --------------- | ---------------- |
| 1    | Astérix aux Jeux olympiques    | 2008            | 116 795          |
| 2    | Astérix et Obélix contre César | 1999            | 85 772           |
| 3    | Astérix et les Vikings         | 2006            | 78 319           |
| 4    | Intouchables                   | 2012            | 61 727           |

| Rang | Titre du film                                 | Nombre d'entrées |
| ---- | --------------------------------------------- | ---------------- |
| 1    | L'Âge de glace 4                              | 244 567          |
| 2    | Twilight, chapitre V : Révélation - 2e Partie | 180 766          |
| 3    | Skyfall                                       | 155 835          |
| 4    | Le Hobbit : Un voyage inattendu               | 143 106          |
| 5    | Madagascar 3                                  | 133 436          |
| 6    | Hôtel Transylvanie                            | 100 321          |
| 7    | The Dark Knight Rises                         | 91 242           |
| 8    | Rebelle                                       | 65 207           |
| 9    | American Pie 4                                | 65 171           |
| 10   | Intouchables                                  | 61 727           |

, Base Lumière et UFD

#### Croatie
En Croatie, c'est la 5e meilleure performance en langue française depuis le début des années 2000.

#### Estonie
En Estonie, au 31 décembre 2012, avec 38 924 entrées[réf. souhaitée], c'est le film français tourné en langue française ou toute autre langue ayant fait le plus d'entrées depuis qu'uniFrance collecte les données (1994?) ou depuis au moins 1998, devant Le Fabuleux Destin d'Amélie Poulain (2002) et ses 21 601 entrées, et Le Cinquième Élément (1998) et ses 17 432 entrées.
| Rang | Titre du film                                 | Nombre d'entrées |
| ---- | --------------------------------------------- | ---------------- |
| 1    | L'Âge de glace 4                              | 170 696,         |
| 2    | Skyfall                                       | 94 995,          |
| 3    | Madagascar 3                                  | 87 764,          |
| 4    | Seenelkäik                                    | 73 712,          |
| 5    | Rebelle                                       | 70 488,          |
| 6    | Ted                                           | 59 832,          |
| 7    | Twilight, chapitre V : Révélation - 2e Partie | 51 838,          |
| 8    | The Dictator                                  | 49 513,          |
| 9    | Le Hobbit : Un voyage inattendu               | 49 509,          |
| 10   | The Dark Knight Rises                         | 45 031,          |
| 11   | Le Lorax                                      | 40 730           |
| 12   | American Pie 4                                | 40 225           |
| 13   | Intouchables                                  | 38 924           |

## Accueil

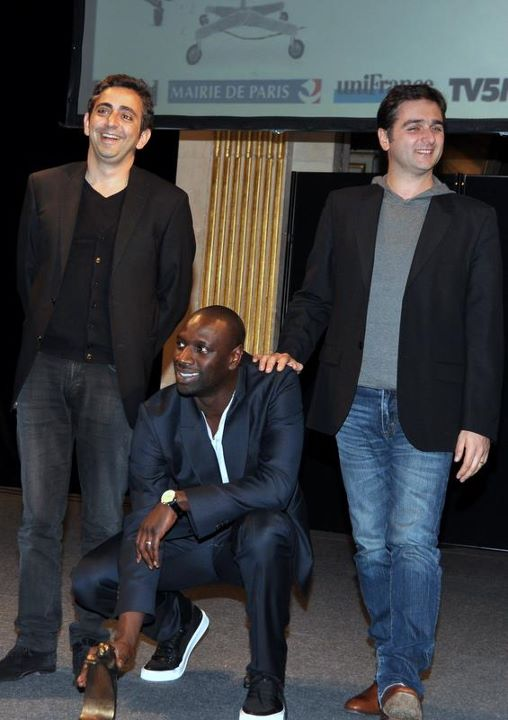
Les réalisateurs Éric Toledano et Olivier Nakache avec Omar Sy à la cérémonie des prix Lumières 2012.

### Presse

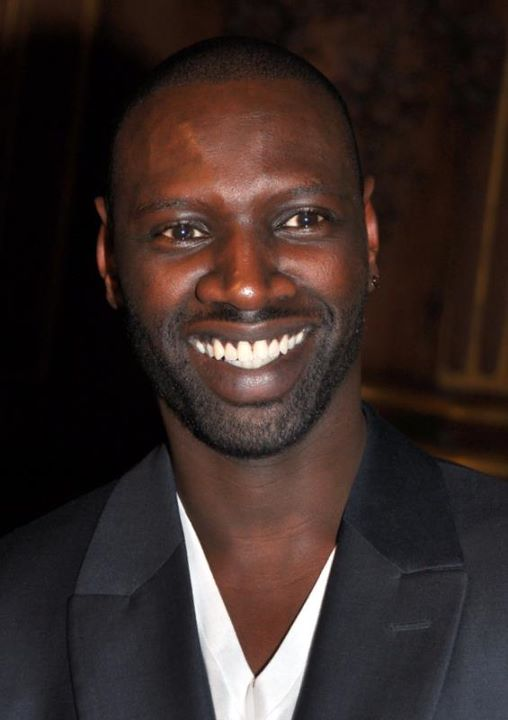
En janvier 2012, Omar Sy à la cérémonie des Prix Lumières

L'Express salue en Intouchables « une réussite totale. Le film ose tout et c'est à ça qu'on le reconnaît ». Pour Le Nouvel Observateur, Intouchables « fait partie de ces films très rares qui réchauffent le cœur et donnent à réfléchir sur l’insigne fragilité de la condition humaine sans apitoiement ni complaisance ». Le Monde salue la « tendre drôlerie » du film, qui le fait passer « dans une catégorie supérieure, du côté d'une comédie populaire déliée et élégante ». Marianne décrit « Intouchables ou la France telle qu'elle se rêve. Tout ce qu'on n'est pas, qu'on ne vit pas, qu'on n'accepte pas nous est offert dans un film magique qui fait de nous ce que nous rêvons d'être. »
Télérama, quant à lui, est plutôt partagé. Le critique Frédéric Strauss voit dans ce film « un plaisir fort, jamais forcé, et une sensibilité juste, pudique au fond. » Tandis que Pierre Murat pense qu'« une histoire vraie ne fait pas forcément un bon film. Et ce n'est pas parce qu'il est généreux qu'il est forcément génial. Intouchables ruisselle de bons sentiments, et c'est la barbe ! ».
Le magazine Cahiers du cinéma est lui aussi très négatif vis-à-vis d’Intouchables, qu'il pense comme « condamné à une guimauve dégoûtante, et à un appel déplacé à « ceci est tiré d'une histoire vraie ». ». Le magazine Libération Next du 3 décembre 2011, n'apprécie pas le film et considère que : « ce qu’Intouchables nous montre c’est que, s’il y a des mauvais pauvres comme Driss, c’est parce que les riches n’ont pas su leur transmettre convenablement les principes qui leur permettraient de mieux s’assujettir à un ordre social injuste. Une morale qui rappelle la théorie de la panne des institutions éducatives pour apprendre aux pauvres la soumission à un monde devenu de plus en plus inégalitaire. ». Le journal L'Humanité du 2 décembre 2011, se demande : « Le succès d'Intouchables est-il proportionnel à la détresse sociale actuelle ? ». Aux États-Unis, dans le magazine Variety, le critique Jay Weissberg accuse le film d'un racisme « offensant » qu'il compare à celui de La Case de l'oncle Tom,.
Les critiques recensées sur Allociné lui attribuent la note moyenne de 3,7⁄5 au film soit 14,8⁄20. Selon un sondage BVA réalisé pour la Fnac, en partenariat avec Le Parisien et Europe 1, publié jeudi 22 décembre 2011, le triomphe du film constitue pour 52 % des Français l'événement culturel le plus marquant de l'année 2011, devant The Artist et qui talonne la saga Harry Potter.

### Livres sur le cinéma
Dans leur livre Le Personnage, Marie-France Briselance et Jean-Claude Morin, historiens et théoriciens du cinéma, remarquent qu'Intouchables est construit sur deux archétypes de personnages, décrits par les Égyptiens d'une Antiquité éloignée de nos jours de plus de 6 000 ans : la légende osirienne, basée sur les grands problèmes de l'humanité, ici le deuil et la survie. Cette filiation explique sans doute l'impact sur le grand public du monde entier :

« Intouchables s’appuie sur deux archétypes de la légende osirienne, même si les auteurs n’en étaient pas forcément conscients en créant les personnages, d’autant qu’ils sont partis d’un récit autobiographique... Driss ne se cache pas derrière une quelconque pitié, celle que les esprits médiocres réservent aux handicapés. Quand il lui faut donner son avis à Philippe, il ne se fait pas prier, sa tendance à se considérer comme étant fait du même bois qu’un riche lui fait aussi oublier que son patron est dépendant de lui pour le moindre désir. Driss ramène petit à petit Philippe sur le versant de la vie, n’hésitant pas à blaguer à propos de son infirmité, une façon de faire la nique au destin, mais surtout — une fois que le jeune a constaté la gravité des dégâts en auscultant à sa manière le corps de son patient — il se conduit avec lui à égalité et ne voit en Philippe que l’être humain... Il force Philippe à affronter la réalité et à se déclarer auprès d’une jeune femme valide avec laquelle il entretient une chaste correspondance depuis de longs mois. Détruit, le corps de Philippe est comme celui d’Osiris, il tomberait en pièces s’il n’était maintenu par une sangle. Sur son fauteuil, la paralysie le fixe dans une position hiératique semblable à celle du « Roi du monde des ténèbres ». Anubis-Driss rechigne à exécuter sur lui des tâches intimes, telles que celle de « lui vider le cul », ce qu’avait fait Anubis en éviscérant la dépouille mortelle reconstituée d’Osiris »

### Spectateurs
Sur Allociné, les spectateurs lui attribuent 4,5/5 (soit 9/10 ou 18/20).

### Polémique aux États-Unis
Avant sa sortie en Amérique du Nord, le magazine américain Variety, publie une critique virulente à l'égard du film français. En effet, le journaliste Jay Weissberg accuse les réalisateurs de racisme. Il y écrit que le personnage de Driss est « traité comme un singe de compagnie qui apprend au blanc coincé à s'amuser, en remplaçant Vivaldi par Boogie Wonderland, et en lui montrant comment on bouge sur la piste de danse ».

### Box-office
Avec 19,44 millions d'entrées Intouchables est le deuxième plus gros succès du box-office en France, derrière Bienvenue chez les Ch'tis. Il est devenu en 2012 le film français en langue française le plus vu à l'étranger avec 31,89 millions d'entrées hors France, détrônant ainsi Le Fabuleux Destin d'Amélie Poulain qui détenait le titre depuis près de dix ans. Intouchables devient aussi le film le plus vu de l'année 2012 dans l'Union européenne, devant Harry Potter et les Reliques de la Mort : Partie 2.
En février 2013, il est le plus grand succès d'un long métrage français à l'international toutes langues confondues, avec 30 millions d'entrées à l'étranger selon Unifrance, dépassant ainsi Taken 2. Il devient également le film français le plus vu au monde avec 51,5 millions d'entrées au total, et des recettes excédant les 425 millions de dollars. Il garde ce record jusqu'en 2014 où Lucy le fait passer en deuxième position.
Le 10 janvier 2012, Intouchables a battu un record en se classant no 1 au box office hebdomadaire français pendant neuf semaines consécutives depuis sa sortie, classement qu'il conservera jusqu'à sa dixième semaine. Pour son rôle dans ce long-métrage, Omar Sy décroche le César du meilleur acteur en 2012. Intouchables a été présélectionné pour la nomination du meilleur film en langue étrangère aux Oscars, mais le 10 janvier 2013, les nominations officielles des Oscars 2013 ont été annoncées et Intouchables n'est finalement pas nommé.
En octobre 2015, Intouchables est considéré comme l’un des meilleurs films de ces dernières années dans une liste dévoilée par IMDb. Avec une note de 8.6/10, il est nommé meilleur film de l’année 2011.

## Distinctions

### Récompenses

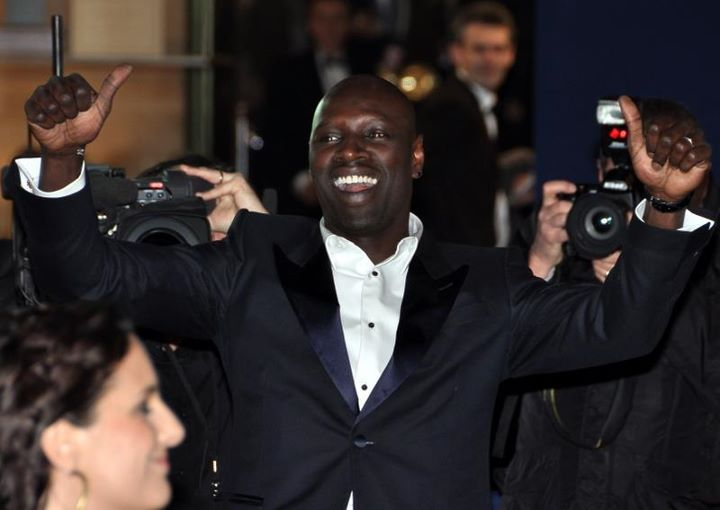
Omar Sy à la des César, où il remporte le César du meilleur acteur.

- 36e cérémonie[429] des Japan Academy Prize (2013)
  - Prix du meilleur film étranger
- 27e Cérémonie des Goyas (2013)
  - Prix Goya du meilleur film européen.
- 20e Trophées du Film français (2013) :
  - Trophée UniFrance films
- 44e NAACP Image Awards (2013) :
  - Meilleur film international
- 21e Southeastern Film Critics Association Awards (2012) :
  - Meilleur film en langue étrangère
- 17e Florida Film Critics Circle Awards (2012) :
  - Meilleur film en langue étrangère
- 10e African-American Film Critics Association Awards (2012) :
  - Meilleur film en langue étrangère
- 13e Phoenix Film Critics Society Awards (2012) :
  - Meilleur film en langue étrangère
- Black Film Critics Circle (2012) :
  - Meilleur film étranger
- 17e Satellite Awards (2012) :
  - Meilleur film étranger
- 9e St. Louis Film Critics Association Awards (2012) :
  - Meilleur film en langue étrangère
- Lions tchèques (2012) :
  - Meilleur film en langue étrangère
- 16e Festival COLCOA du film français à Hollywood (2012)[430] :
  - Prix du public
  - Prix spécial de la critique
- 14e Festival du film (en) du Wisconsin à Madison (2012)[431] :
  - Prix du meilleur film
  - Prix du public
- Prix Lumières 2012 :
  - Lumière du meilleur acteur pour Omar Sy
- Globes de Cristal 2012
  - Prix du meilleur film
  - Prix du meilleur acteur pour Omar Sy
- Césars 2012 :
  - César du meilleur acteur pour Omar Sy[432]
- 24e festival international du film de Tokyo (2011) :
  - Tokyo Sakura Grand Prix 2011
  - Prix du meilleur acteur pour François Cluzet et Omar Sy
- 19e Trophées du Film français (2012)[433] :
  - Trophée du prix du public TF1 ;
  - Trophée du film français ;
  - Trophée des Trophées ;
- 9e édition du London's Favourite French Film (2013)
  - Premier prix

### Nominations
- 70e cérémonie des Golden Globes : Nomination au Golden Globe du meilleur film étranger.
- 66e cérémonie des British Academy Film Awards (BAFTA Awards) : Nomination au British Academy Film Award du meilleur film en langue étrangère.
- 9 nominations pour les César du cinéma 2012 :

- César du meilleur film
- César de la meilleure réalisation
- César du meilleur scénario original
- César du meilleur acteur (Omar Sy ; François Cluzet)
- César de la meilleure actrice dans un second rôle (Anne Le Ny)
- César de la meilleure photographie
- César du meilleur montage
- César du meilleur son (Jean-Paul Hurier)

## Autour du film

### Diffusion télévisée
En Belgique, le film a été diffusé pour la première fois en clair le 25 novembre 2013 et a réalisé la meilleure audience de l'année avec 820 000 téléspectateurs.
En France, le film est diffusé pour la première fois en clair le 7 décembre 2014 sur TF1 et réalise la 6e meilleure audience de l'année et la meilleure audience de l'année hors matchs de Coupe du Monde avec 13 575 000 téléspectateurs soit 48,9 % de PDA.

### Dans les médias
- Intouchables est cité nommément dans les dialogues du long métrage Lolo réalisé en 2015 par Julie Delpy. Dans une conversation avec une passagère du TGV, Karin Viard fait explicitement référence à la séquence du parapente pratiqué en fauteuil roulant.

### Records
Intouchables détient le record du film le plus rémunérateur de tous les temps, tourné dans une autre langue que l'anglais, avec 445 millions de dollars. L'ancien record était détenu par Le Voyage de Chihiro, avec 275 millions de dollars (396 millions de dollars américains corrigé de l'inflation en 2013). C'est également le film français le plus vu en Europe de l'Ouest depuis 2000,.
Intouchables est le film qui est resté le plus longtemps numéro 1 du box office français de sa sortie, le 2 novembre 2011 au 10 janvier 2012, soit pendant dix semaines d'affilée, à égalité avec le film Le Dîner de cons qui a réussi également à rester dix semaines consécutives du 15 avril 1998 au 24 juin 1998.
Il détient le record de semaines à plus d'un million d'entrées au box office français, avec neuf semaines, à égalité avec le film Titanic de James Cameron sorti en France en 1998.
Il est le film le plus vu en France de l'année 2011.
Lors de sa première diffusion en clair sur TF1, le 7 décembre 2014, il a rassemblé 13,6 millions de téléspectateurs[réf. nécessaire].

### Remakes
En 2016, deux remakes sont sortis. Le film indien Oopiri (en), réalisé par Vamsi Paidipally, est tourné en langues tamoul et télougou. Le second, Inseparables (es), est une version argentine tournée en espagnol et réalisée par Marcos Carnevale.
The Weinstein Company avait mis une option sur les droits pour faire un remake américain dès 2011. The Upside, réalisé par Neil Burger en 2017, ne sort finalement qu'en 2019 en raison de l'affaire Harvey Weinstein et récolte le succès.
Une version sud-coréenne, Man of Men, sort en 2019.
D'autres versions, brésiliennes et turques, sont également prévues.
Le film américain Adam (en) sur le même thème est tourné dès 2011 en réaction au succès d'Intouchables, mais il ne sort que 10 ans plus tard, en 2020. Produite par Gilbert Films (en), cette version n'est pas un remake puisqu'elle est basée sur l'histoire vraie d'un employé de Gilbert Films : l'assistante de vie y est une immigrée plutôt qu'une délinquante, et les deux personnages vivent une histoire d'amour, se marient et ont un enfant.

## Sorties internationales
| Date de sortie     | Pays                    | Titre                  |
| ------------------ | ----------------------- | ---------------------- |
| 2 novembre 2011    | France                  | Intouchables           |
| 2 novembre 2011    | Belgique francophone    | Intouchables           |
| 2 novembre 2011    | Luxembourg              | Intouchables           |
| 2 novembre 2011    | Suisse romande          | Intouchables           |
| 30 novembre 2011,  | Maroc                   | Intouchables           |
| 22 décembre 2011   | Hongrie                 | Életrevalók            |
| 5 janvier 2012     | Liban                   | Intouchables           |
| 5 janvier 2012     | Allemagne               | Ziemlich beste Freunde |
| 6 janvier 2012     | Autriche                | Ziemlich beste Freunde |
| 19 janvier 2012    | Suisse alémanique       | Ziemlich beste Freunde |
| 24 février 2012    | Italie                  | Quasi Amici            |
| 8 mars 2012        | Suisse italienne        | Quasi Amici            |
| 9 mars 2012        | Espagne                 | Intocable              |
| 9 mars 2012        | Andorre                 | Intocable              |
| 22 mars 2012       | Corée du Sud            | 언터처블: 1%의 우정    |
| 22 mars 2012       | Israël                  | מחוברים לחיים          |
| 22 mars 2012       | Pays-Bas                | Intouchables           |
| 22 mars 2012       | Belgique néerlandophone | Intouchables           |
| 29 mars 2012       | Grèce                   | Άθικτοι                |
| 29 mars 2012       | Portugal                | Amigos Improváveis     |
| 30 mars 2012       | Taïwan                  | 逆轉人生               |
| 5 avril 2012       | Croatie                 | Nedodirljivi           |
| 13 avril 2012      | Canada (Québec)         | Intouchables           |
| 13 avril 2012      | Pologne                 | Nietykalni             |
| 20 avril 2012      | Roumanie                | Invincibilii           |
| 26 avril 2012      | Russie                  | 1+1 (Неприкасаемые)    |
| 26 avril 2012      | Kazakhstan              | 1+1 (Неприкасаемые)    |
| 26 avril 2012      | Ukraine                 | Недоторканні           |
| 10 mai 2012        | Slovénie                | Prijatelja             |
| 11 mai 2012        | Turquie                 | Can Dostum             |
| 11 mai 2012        | Bulgarie                | Недосегаемите          |
| 11 mai 2012        | Lituanie                | Neliečiamieji          |
| 25 mai 2012        | Estonie                 | 1+1 Intouchables       |
| 25 mai 2012        | Lettonie                | Neaizskaramie          |
| 25 mai 2012        | Serbie                  | Nedodirljivi           |
| 25 mai 2012        | Monténégro              | Nedodirljivi           |
| 25 mai 2012        | États-Unis              | The Intouchables       |
| 1er juin 2012      | Canada anglophone       | The Intouchables       |
| 7 juin 2012        | République tchèque      | Nedotknutelní          |
| 7 juin 2012        | Slovaquie               | Nedotknuteľní          |
| 13 juin 2012       | Islande                 | Intouchables           |
| 15 juin 2012       | Vietnam                 | 1+1 Intouchables       |
| 5 juillet 2012     | Cambodge                | Untouchable            |
| 10 juillet 2012,   | Bosnie-Herzégovine      | Nedodirljivi           |
| 12 juillet 2012    | Koweït                  | المنبوذون              |
| 12 juillet 2012    | Émirats arabes unis     | المنبوذون              |
| 12 juillet 2012    | Bahreïn                 | المنبوذون              |
| 12 juillet 2012    | Qatar                   | المنبوذون              |
| 13 juillet 2012,   | Inde                    | Intouchables           |
| 2 août 2012        | Argentine               | Amigos Intocables      |
| 23 août 2012       | Pérou                   | Amigos                 |
| 24 août 2012       | Mexique                 | Amigos                 |
| 28 août 2012       | Oman                    | المنبوذون              |
| 31 août 2012       | Brésil                  | Intocáveis             |
| 1er septembre 2012 | Japon                   | 最強のふたり           |
| 6 septembre 2012   | Hong Kong               | 閃亮人生               |
| 6 septembre 2012   | Macao                   | 閃亮人生               |
| 7 septembre 2012   | Colombie                | Amigos                 |
| 13 septembre 2012  | Thaïlande               | Intouchables           |
| 21 septembre 2012  | Suède                   | En oväntad vänskap     |
| 21 septembre 2012  | Royaume-Uni             | Untouchable            |
| 21 septembre 2012  | Irlande                 | Untouchable            |
| 12 octobre 2012    | Uruguay                 | Amigos Intocables      |
| 12 octobre 2012    | Venezuela               | Amigos Para Siempre    |
| 25 octobre 2012    | Australie               | The Intouchables       |
| 25 octobre 2012    | Nouvelle-Zélande        | The Intouchables       |
| 9 novembre 2012    | Norvège                 | De Urørlige            |
| 22 novembre 2012   | Danemark                | De Urørlige            |
| 22 novembre /2012  | Macédoine               | Недофатливите          |
| 29 novembre 2012   | Costa Rica              | Amigos                 |
| 30 novembre 2012   | Guatemala               | Amigos                 |
| 30 novembre 2012,  | Équateur                | Amigos                 |
| 30 novembre 2012   | Panama                  | Amigos                 |
| 30 novembre 2012   | Finlande                | Koskemattomat          |
| 6 décembre 2012    | Bolivie                 | Amigos Intocables      |
| 13 décembre 2012   | Singapour               | Intouchables           |
| 27 décembre 2012   | Chili                   | Amigos                 |
| 28 décembre 2012   | Salvador                | Amigos                 |
| 11 janvier 2013    | Afrique du Sud          | The Intouchables       |
| 29 janvier 2013    | Bangladesh (Dacca)      | Untouchable            |
| 22 mars 2013       | Honduras                | Amigos                 |
| 2014,              | Chine                   | 无法触碰               |

### Éditions en vidéo
- France : 28 mars 2012
- Hongrie : 9 mai 2012
- Russie : 28 mai 2012
- Portugal : 18 juillet 2012
- Taïwan : 27 juillet 2012
- Corée du Sud : 20 août 2012
- Allemagne  Suisse (germanophone et italophone)  Autriche[536] : 7 septembre 2012
- Italie : 12 septembre 2012
- Pologne : 19 septembre 2012
- Roumanie : 19 septembre 2012
- Pays-Bas : 26 septembre 2012[537]
- République tchèque : 10 octobre 2012
- Canada : 16 octobre 2012[538]
- Espagne : 30 octobre 2012
- Islande : 15 novembre 2012
- Irlande : 21 février 2013[539]
- États-Unis : 5 mars 2013[540]
- Suède : 6 mars 2013[541]
- Norvège : 6 mars 2013[541]
- Danemark : 19 mars 2013[541]
- Japon : 22 mars 2013[542]
- Finlande : 27 mars 2013[541]
- Turquie : sorti (date ?)[543]
- Israël : sorti (date ?)[544]

- Version originale en : français.
- Versions doublées en : allemand, espagnol, italien, portugais, russe et turc.
- Versions sous-titrées en : albanais, allemand, anglais, arabe, basque, bosnien, bulgare, catalan, chinois simplifié, chinois traditionnel, coréen, croate, danois, espagnol, estonien, finnois, français, grec, hébreu, hongrois, indonésien, islandais, italien, japonais, malais, néerlandais, norvégien, persan, polonais, portugais, portugais brésilien, roumain, russe, serbe, slovaque, slovène, suédois, tchèque, turc et vietnamien.